# Цукуи, Тосиэ
Тосиэ Цукуи (яп. 筑井 利江, род. 30 июля 1975, Канума, Тотиги) — японская хоккеистка (хоккей на траве), защитник. Участница летних Олимпийских игр 2008 года, чемпионка Азии 2007 года, серебряный призёр летних Азиатских игр 2006 года, бронзовый призёр летних Азиатских игр 2002 года.

## Биография
Тосиэ Цукуи родилась 30 июля 1975 года в японском городе Канума.
Училась в университете Тэнри.
Играла в хоккей на траве за «Ханно».
В 2007 году в составе сборной Японии завоевала золотую медаль чемпионата Азии в Гонконге. Забила 1 мяч.
В 2008 году вошла в состав женской сборной Японии по хоккею на траве на летних Олимпийских играх в Пекине, занявшей 10-е место. Играла на позиции защитника, провела 6 матчей, забила 1 мяч в ворота сборной Новой Зеландии.
Дважды выигрывала медали хоккейных турниров летних Азиатских игр: серебро в 2006 году в Дохе, бронзу в 2002 году в Пусане.
Работала в городской управе Ханно и городском управлении образования.